# Минуции
Минуциите рядко също Миниции (на латински: Minucii; Minicii) са римска фамилия от gens Minucia, която се появява от 5 век пр.н.е. първо патрицианска, от края на 4 век пр.н.е. като плебейска. 9 члена на рода стават консули през Римската република.
Авгурин е патрицииският клон на фамилията.
Мъжете носят името Минуций (Minucius).
Познати с това име:
- Марк Минуций Авгурин, консул 497 и 491 пр.н.е.
- Публий Минуций Авгурин, консул 492 пр.н.е.
- Луций Минуций Есквилин Авгурин, суфектконсул 458 пр.н.е.
- Квинт Минуций Есквилин, консул 457 пр.н.е.
- Минуций, pontifex maximus 420 пр.н.е.
- Марк Минуций (трибун 401 пр.н.е.), народен трибун 401 пр.н.е.
- Тиберий Минуций Авгурин, консул 305 пр.н.е., първият познат плебейски Минуции
- Марк Минуций Руф (консул 221 пр.н.е.), консул 221 пр.н.е. и началник на конницата 217 пр.н.е., плебей
- Марк Минуций Авгурин (трибун), народен трибун 216 пр.н.е.
- Квинт Минуций Руф, консул 197 пр.н.е.
- Квинт Минуций Терм, консул 193 пр.н.е.
- Марк Минуций Руф (трибун), народен трибун 121 пр.н.е.
- Марк Минуций Руф (консул 110 пр.н.е.), консул 110 пр.н.е.
- Марк Минуций Терм, претор 81 пр.н.е.
- Минуций Феликс, християнски апологет 2/3 век.

На фамилията са наречени: път Виа Минуция, мост (Понт Минуция) на Виа Фламиния и една колонадна зала на Марсово поле в Рим, Портик Минуция.